# رالي كروس (لعبة فيديو 1997)
رالي كروس (بالإنجليزية: Rally Cross)، هي لعبة فيديو من نوع سباق السيارات، حيث تم تطويرها من قبل سوني إنتراكتيف ستوديوز أميركا، والتي نشرها شركة سوني كمبيوتر إنترتنمنت سنة 1997، والتي تعمل حصراً لنظام بلاي ستيشن.